# Calles salvajes
Calles Salvajes fue un programa de televisión periodístico argentino. Fue conducido por Martin Ciccioli y se transmitió por el canal de aire América TV.

## Promoción
"Hoy las calles son violentas, calientes, imposibles de transitar. Son… calles salvajes. Martin Ciccioli, las recorre para vos, mostrándote cada semana todo lo que ocurre, con los mejores informes. Porque si pasa en las calles, pasa en Calles Salvajes".

## Estreno
El 23 de junio de 2009, salió al aire el primer programa a las 22:15hs.

## Temática
Martin Ciccioli se desempeña como conductor y notero, realizando notas sobre la realidad del país, como la droga, la delincuencia, entre otros temas de la sociedad actual. El programa fue discontinuado al aire en 2012 y 2013.